# Takayuki Nishigaya
Takayuki Nishigaya (西ヶ谷 隆之 Nishigaya Takayuki?), född 12 maj 1973 i Shizuoka prefektur, är en japansk före detta fotbollsspelare.
Nishigaya började sin karriär 1996 i Nagoya Grampus Eight. Efter Nagoya Grampus Eight spelade han för Avispa Fukuoka, Verdy Kawasaki, JEF United Ichihara och Albirex Niigata. Han avslutade karriären 2001.